# ТАСС
Информационната агенция на Русия „ТАСС“ (на руски: Информационное агентство России „ТАСС“) е руска (и бивша съветска – Телеграфная Агенция Советского Союза) информационна агенция със седалище в Москва.
Притежава 74 офиса в Русия и други държави от ОНД, както и 65 офиса в 62 други страни.

## История
Агенцията води началото си от Санктпетербургската телеграфна агенция, основана през 1904 г. Обединена и преименувана на Руска телеграфна агенция (Российское телеграфное агентство), съкратено РОСТА, става централен информационен орган на РСФСР през 1918 г.
През 1925 г. е определена за централен информационен орган на Съветския съюз с декрет на правителството на СССР под името Телеграфна агенция на Съветския съюз (Телеграфное агентство Советского Союза), съкратено ТАСС.
От 1992 г. (разпадането на СССР) до 1 октомври 2014 г. се нарича Информационна телеграфна агенция на Русия ТАСС (Информационное телеграфное агентство России ТАСС), съкращавано като ИТАР-ТАСС.